# František Polák (režisér)
František Polák (* 18. dubna 1943) je český televizní scenárista, dramaturg a režisér, působící prakticky výhradně v České televizi.
Je absolventem Státní konzervatoře v Praze, obor instrumentální oddělení a skladba. Jeho původní povolání je hudebník – trumpetista, je také autorem hudby k několika písním – Setkání (zpěv Hana Zagorová & Drupi), Když jdou na mužskýho léta (titulní píseň seriálu Doktor z vejminku, zpěv Waldemar Matuška), a také televizním pořadům - patrně nejznámější je muzikál Revue za šest korun (1985) .
V roce 1976 se stal hudebním dramaturgem v tehdejší Československé televizi a podílel se např. na pořadech Televizní klub mladých nebo Televarieté. Jeho první vlastní velký pořad byl Ring volný (1979), jehož principem bylo před publikum přivést dvojici složenou z herce/herečky a zpěváka/zpěvačky. Tehdy se poprvé na obrazovkách objevily dvě komediální dvojice: Oldřich Kaiser & Jiří Korn, Karel Černoch & Jiří Wimmer. Možná právě pro ně vymyslel Polák (později velmi slavný) pořad Možná přijde i kouzelník (1982 – 1991). Drobnou zajímavostí je to, že ve 12. dílu tohoto pořadu (1988) se F. Polák objevil osobně – ale ne sám za sebe, byl namaskován jako Louis Armstrong. V následujícím 13. dílu (1989) bylo předvedeno, jak toto maskování probíhalo.
Když se v tomto pořadu po roce 1989 začali objevovat i amatérští "baviči", rozhodl se Polák s ostatními tvůrci "v nejlepším přestat" a namísto zrušeného pořadu inicioval vznik nové estrády pod názvem Šance (1992 – 2000). Princip byl v tom, že na pódium přicházeli profesionálové i amatéři ve snaze zaujmout diváky a televizní diváci pak skutečně hlasovali o tom, co se jim líbilo nejvíce. V Šanci se také poprvé objevil vynikající pěvecký imitátor Vladimír Hron (na kterého Poláka upozorníl zpěvák Stanislav Procházka ml.), jenž si pak vysloužil vlastní revuální pořad Jsou hvězdy, které nehasnou (2001 – 2004) a navazující Abeceda hvězd (2004 – 2006) – tím se F. Polák také částečně vrátil do minulosti, neboť to byl právě on, kdo napsal scénář pilotního dílu televizní estrády Abeceda (1985 – 1991). Dalším objevem pořadu Šance byl i imitátor Petr Jablonský, který se objevil i v Polákově estrádě Silvestr 1999 aneb Paráda z Kavčích hor.
F. Polák je autorsky nebo režisérsky podepsán pod více než 200 televizními pořady.
Jeho manželkou je televizní režisérka Milena Poláková, která se podílela na mnoha pořadech, které F. Polák napsal nebo režíroval.